# Bangladeschische Badmintonmeisterschaft 1986
Die Bangladeschische Badmintonmeisterschaft 1986 war die 11. Austragung der nationalen Titelkämpfe im Badminton in Bangladesch.

## Sieger und Finalisten
| Disziplin       | Gold                                               | Silber                                         |
| --------------- | -------------------------------------------------- | ---------------------------------------------- |
| Herreneinzel    | Mahmudur Rahman Mahi (University of Rajshahi)      | Shekh Abul Hashem (Rongpur DSA)                |
| Dameneinzel     | Nazia Akhter Juthi (Rongpur DSA)                   | Kamrun Nahar Dana (Rongpur DSA)                |
| Herrendoppel    | Shekh Abul Hashem Sadek (Rongpur DSA)              | Monoar Ul Alam Babul Golam Aziz Zilani (Biman) |
| Damendoppel     | Kamrun Nahar Dana Nazia Akhter Juthi (Rongpur DSA) | Rokeya Beg Mahmuda (Rongpur DSA)               |
| Mixed           | Shekh Abul Hashem Kamrun Nahar Dana (Rongpur DSA)  | Sadek Nazia Akhter Juthi (Rongpur DSA)         |
| Veteranendoppel | A. Islam Samsul Islam Mehedi (Dhaka DSA)           | Mamtaz N. Islam (Bagura DSA)                   |